# Experiment de Franck-Hertz
L'experiment de Franck-Hertz és una experiència duta a terme el 1914 pels físics alemanys James Franck (1882-1964) i Gustav Ludwig Hertz (1887-1975) que provà l'existència de nivells d’energia discrets als àtoms així com havia previst el físic danès Niels Bohr (1985-1962) en el seu model atòmic de 1913, això és la seva quantització, i la possibilitat d’excitar-los per mètodes no òptics. L'experiència es realitzà dins un tub de vidre on s'havia fet el buit i s'hi havia vaporitzat una gota de mercuri. Contra els àtoms de mercuri es llançaren electrons, produïts per emissió termoiònica i accelerats mitjançant una diferència de potencial, a altes velocitats. Contra el que calia esperar a partir de la teoria clàssica observaren només l'absorció de la seva energia cinètica per a determinats valors que es repetien de forma regular. Per aquesta investigació Franck i Hertz foren guardonats amb el Premi Nobel de Física el 1925.

## Antecedents

Model atòmic de Bohr

Animació del procés de canvi d'òrbita d'un electró

El 1913 el físic danès Niels Bohr (1985-1962) publicà una sèrie d'articles on descrivia un model atòmic que tingué molt èxit a l'hora d'explicar les propietats òptiques de l'àtom d'hidrogen. Aquestes propietats s'observen generalment en les descàrregues de gas, que emeten llum en una sèrie de longituds d'ona en un espectre atòmic discontinu. Fonts de llum comuns, com ara les bombetes incandescents, emeten llum en totes les longituds d'ona, és un espectre continu. El model atòmic de Bohr permetia calcular les longituds d'ona emeses per l'hidrogen de forma molt precisa i coincident amb les dades experimentals.
El supòsit fonamental del model de Bohr es refereix a la limitació, o quantització, de les possibles energies d'enllaç de l'electró amb el nucli de l'àtom d'hidrogen. L'àtom pot ser ionitzat mitjançant una col·lisió amb una altra partícula que dugui almenys una energia cinètica igual a l'energia d'enllaç. Això allibera l'electró de l'àtom i deixa un ió carregat positivament o catió. Segons el model atòmic de Rutherford, el més acceptat a principis del segle xx, els electrons orbiten el nucli seguint òrbites circulars de forma semblant als satèl·lits que orbiten la Terra. Cada satèl·lit té la seva pròpia òrbita, i pràcticament qualsevol distància orbital, i qualsevol energia d'enllaç per satèl·lit, és possible. Atès que un electró és atret a la càrrega positiva del nucli atòmic per una força similar, segons el model de Rutherford qualsevol energia d'enllaç també hauria de ser possible per als electrons. No obstant això, Bohr suposà que només una sèrie específica de les energies d'enllaç són possibles, que corresponen als nivells d'energia quàntica per l'electró. Un electró es troba normalment en el nivell d'energia més baix, amb l'energia d'unió més gran. Els nivells addicionals, amb energies d'enllaç més petites, estan situats a distàncies majors, més lluny del nucli com més petita sigui l'energia d'enllaç. No es permeten les energies d'enllaç intermèdies situades entre aquests nivells. El pas de l'electró d'un nivell inferior a un superior requereix que l'electró absorbeixi una quantitat d'energia igual a la diferència d'energies entre nivells. De la mateixa manera quan un electró passa d'un nivell superior a un d'inferior emet energia en forma d'un fotó, essent igual a la diferència d'energies entre nivells.

## L'experiment
James Franck i Gustav Ludwig Hertz, que treballaven a l'Institut de Física Friedrich Wilhelm de la Universitat de Berlín des del 1911, dugueren a terme una sèrie d'experiències entre el 1913 i el 1914 en les quals mesuraren el potencial d'ionització de diferents gasos (heli, neó, argó, hidrogen, oxigen i nitrogen), estudiaren les col·lisions entre molècules de gas i electrons en moviment, desenvoluparen una teoria de la ionització per col·lisió, i determinaren el potencial d'ionització del mercuri mitjançant el mètode de la col·lisió d'electrons. La tècnica emprada es basà en els treballs que havia realitzat Philipp Lenard (1862-1947) i pels quals havia rebut el premi Nobel de Física el 1905.

### L'aparell

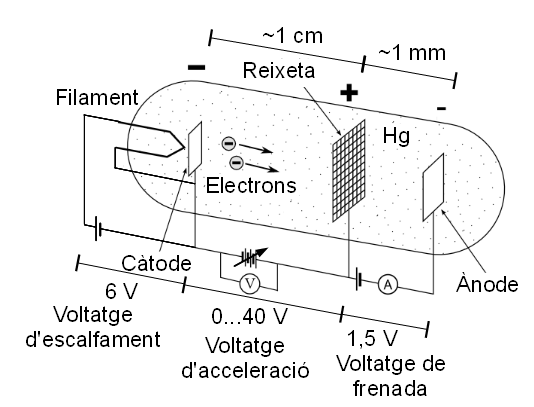
Esquema de l'aparell de Franck-Hertz

L'aparell utilitzat originalment per Franck i Hertz consistia en un tub de buit escalfat entre 110 °C i 115 °C, que contenia una gota de mercuri a una pressió del voltant d'1 mm Hg (molt per sota de la pressió atmosfèrica, de 760 mm Hg). Estava equipat amb tres elèctrodes: Un, el càtode, estava constituït per un filament de platí que s'escalfava mitjançant el pas de corrent elèctric i emetia electrons per efecte termoiònic; una reixeta de malla de metall, situada a uns 4 cm del càtode, que permetia el pas dels electrons que viatjaven des del càtode cap a l'ànode; i un ànode, separat de la reixeta entre 1 i 2 mm, que frenava els electrons que li arribaven i permetia mesurar la intensitat del corrent que produïa la seva arribada mitjançant la connexió a un galvanòmetre.
Un voltatge variable, entre 0 V i 40 V, s'aplicava entre el càtode i la reixeta, de manera que el càtode restava negatiu (-) i la reixeta positiva (+), la qual cosa provocava l'acceleració dels electrons que sortien del càtode. Els electrons viatjaven del càtode cap a la reixeta xocant, durant el seu recorregut, amb alguns dels àtoms de mercuri que omplien el tub. El corrent elèctric mesurat al galvanòmetre és a causa dels electrons que passen a través de la xarxa i aconsegueixen arribar a l'ànode. El potencial elèctric de l'ànode era lleugerament negatiu amb relació a la xarxa, de manera que els electrons que arriben a l'ànode tenen almenys una quantitat corresponent d'energia cinètica després de passar a la xarxa.

### Observacions

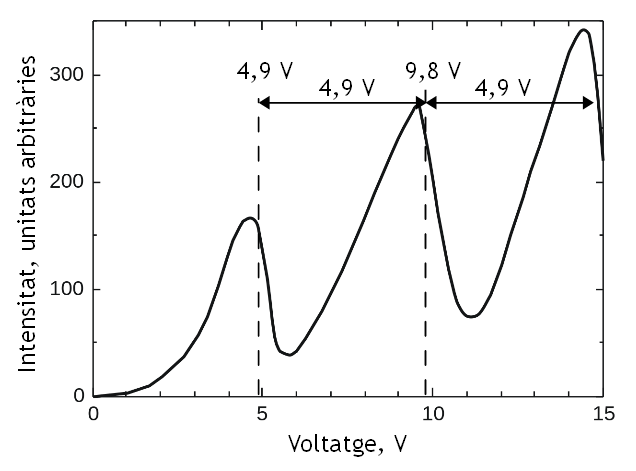
Gràfic de la intensitat del corrent respecte del voltatge d'acceleració.

Els gràfics publicats per Franck i Hertz mostren la dependència de la intensitat del corrent elèctric que flueix cap a fora de l'ànode i el potencial elèctric entre la reixeta i el càtode.
- A diferències de potencial baixes, fins a 4,9 V, la intensitat del corrent a través del tub augmenta de manera constant alhora que augmenta la diferència de potencial. Aquest comportament és típic dels tubs de buit que no contenen vapor de mercuri.
- A 4,9 V s'assoleix un màxim i, després el corrent cau bruscament, gairebé a zero.
- El corrent llavors augmenta de manera constant una vegada més que la tensió s'incrementa encara més, fins a 9,8 V (exactament 4,9 V + 4,9 V). El màxim d'intensitat de corrent és major que el primer màxim dels 4,9 V.
- A partir de 9,8 V s'observa una forta caiguda similar a l'anterior.
- Se segueix igual fins a potencials d'almenys 70 volts, amb màxims cada 4,9 V.[1]

### Interpretació dels autors

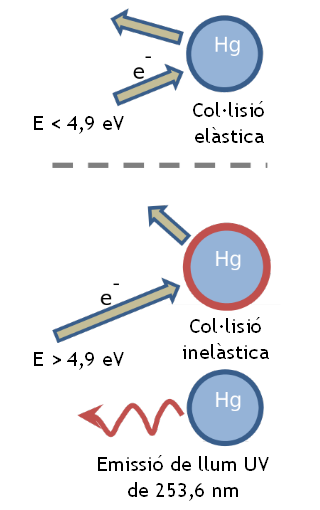
Explicació de les observacions segons Franck i Hertz

Franck i Hertz proposaren que els 4,9 V característics dels seus experiments era a causa de la ionització dels àtoms de mercuri per les col·lisions amb els electrons que viatgen del càtode a l'ànode. Quan la diferència de potencial és 4,9 V els electrons adquireixen una energia cinètica de 4,9 eV (velocitat de 1300 km/s) que és la mínima energia necessària per ionitzar un àtom de mercuri segons els autors.
Explicaren les observacions en termes de col·lisions elàstiques i inelàstiques entre els electrons i els àtoms de mercuri. A baixes energies els electrons en moviment xoquen elàsticament amb els àtoms de mercuri. La direcció del moviment dels l'electró canvien, però la seva velocitat no es modifica perquè l'electró no perd energia cinètica. L'àtom de mercuri no es veu afectat per la col·lisió perquè és unes quatre-cents mil vegades més massiu que un electró. Quan la velocitat de l'electró excedeix els 1300 km/s (4,9 eV), les col·lisions es converteixen en inelàstiques. La velocitat de l'electró es redueix, ja que passa una part de la seva energia cinètica a l'àtom de mercuri. Un curt temps després, els 4,9 eV d'energia s'alliberen en forma de llum ultraviolada que té una longitud d'ona de 253,6 nanòmetres. Després de l'emissió de llum, l'àtom de mercuri torna al seu estat original, no excitat. L'energia cinètica d'un electró que ha xocat es redueix tant que no pot viatjar més lluny per arribar a l'ànode, ja que el voltatge està ajustat per repel·lir lleugerament els electrons. Així el corrent d'electrons que arriben a l'ànode cau.
Els successius augments de la tensió de xarxa permet restaurar la suficient energia als electrons que de nou poden arribar a l'ànode. El corrent augmenta de nou quan el potencial s'eleva més enllà de 4,9 V. A 9,8 V, la situació canvia de nou. Els electrons que han recorregut aproximadament a mig camí des del càtode a la xarxa ja han adquirit prou energia a patir una primera col·lisió inelàstica. A mesura que continuen lentament cap a la xarxa des del punt a mig camí, la seva energia cinètica s'acumula de nou, però en arribar a la xarxa poden patir una segona col·lisió inelàstica. Un cop més, el corrent a l'ànode cau. A intervals de 4,9 volts aquest procés es repetirà; cada vegada que els electrons se sotmetrà a una col·lisió inelàstica addicional.

### Interpretació de Bohr

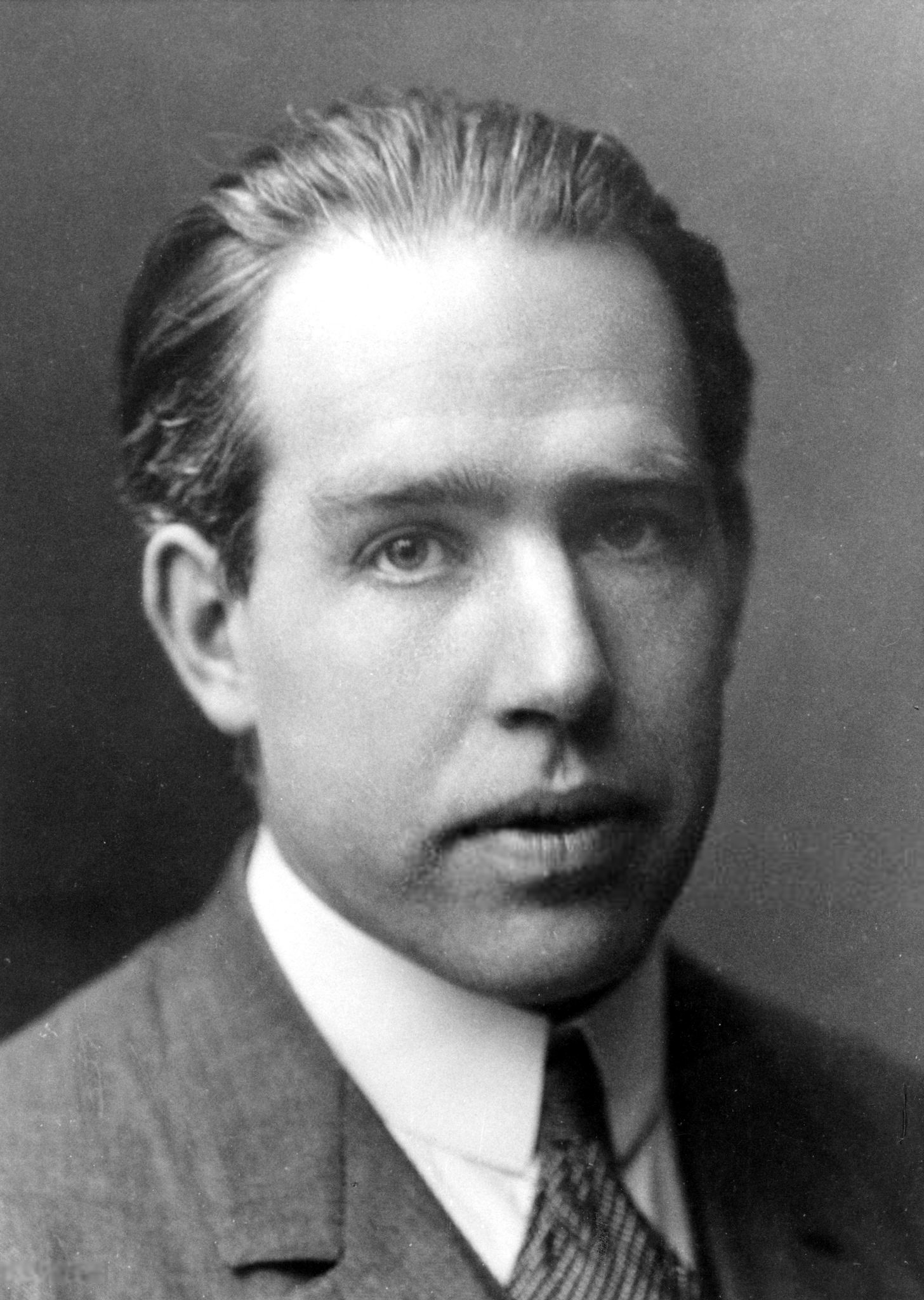
Niels Bohr (1885-1962) el 1922

El 1915 el físic danès Niels Bohr publicà un article assenyalant que les mesures realitzades per Franck i Hertz eren més consistents amb la hipòtesi de nivells quàntics del seu model atòmic que amb les col·lisions descrites pels autors. Bohr havia calculat l'energia d'ionització del mercuri a partir del límit de les sèries del seu espectre atòmic publicat pel físic alemany Friedrich Paschen. El valor era de 10,5 eV, molt allunyat dels 4,9 eV proposats per Franck i Hertz.
En el model de Bohr, la col·lisió d'un electró provoca l'excitació de l'electró de l'àtom de mercuri més feblement lligat al nucli, E1, que puja d'un nivell al primer nivell excitat disponible, E₂. Quan l'energia cinètica de l'electró incident és menor que la diferència d'energies entre ambdós nivells, E₂ - E1, aleshores l'electró lligat no pot ser excitat (col·lisions elàstiques); quan és lleugerament superior a E₂ - E1 aleshores l'únic que pot fer l'electró lligat és agafar aquesta diferència i l'electró incident es queda amb la resta, conservant una fracció de la seva velocitat de xoc. El model de Bohr també permet predir que la llum s'emet quan l'electró intern tornar a baixar; la seva longitud d'ona correspon a la diferència d'energia dels nivells interns de l'àtom i coincideix amb la radiació observada de llum ultraviolada de 253,6 nm. El quanta de llum val:

## Repetició de l'experiment
L'experiment de Franck-Hertz fou repetit el 1917 amb una versió millorada de l'aparell pels físics de la Universitat de Colúmbia, als EUA, Bergen Davis i F. S. Goucher confirmant els resultats de Franck i Hertz i la teoria de Bohr. La interpretació de Bohr no fou acceptada pels primers autors fins al 1919 quan publicaren un article sota el títol La confirmació de la teoria de l'àtom de Bohr de l'espectre òptic a partir d'una investigació de les col·lisions inelàstiques d'electrons lents amb molècules de gas.